# Aristea grandis
Aristea grandis är en irisväxtart som beskrevs av August Henning Weimarck. Aristea grandis ingår i släktet Aristea och familjen irisväxter. Inga underarter finns listade i Catalogue of Life.